# Fedorivka, Petrove
Fedorivka (în ucraineană Федорівка) este un sat în comuna Novîi Starodub din raionul Petrove, regiunea Kirovohrad, Ucraina.

## Demografie
Componența lingvistică a localității Fedorivka
     Ucraineană (94,96%)
     Rusă (3,6%)
     Română (1,44%)
Conform recensământului din 2001, majoritatea populației localității Fedorivka era vorbitoare de ucraineană (94,96%), existând în minoritate și vorbitori de rusă (3,6%) și română (1,44%).